# Język abenacki
Język abenacki (abenaki, abnaki) – makrojęzyk indiański z rodziny algonkiańskiej, z gałęzi wschodniej, silnie zagrożony wymarciem. Wiele nazw geograficznych z obszarów południowej części kanadyjskiej prowincji Quebec, z okolic takich jak: Vermont, New Hampshire czy Maine, a nawet Nowy Jork, pochodzi z tego języka (np. jezioro Winnipesaukee w New Hampshire).

## Języki
- abenaki zachodni – wymierający język abenacki, którym posługuje się 14 osób, głównie w kanadyjskiej prowincji Quebec w rezerwacie Odanak
- abenaki wschodni – prawdopodobnie wymarły język; dialekt penobscot przetrwał do późnych lat XX w. w północnoamerykańskim mieście Bangor (ostatni znany rodzimy użytkownik języka zmarł w 1993 r.)